# Carr Neel
Carr B.Neel est un joueur de tennis américain né à Chicago. Il a notamment remporté les Internationaux des États-Unis en 1896, en double messieurs (avec son frère Sam Neel). 

## Palmarès (partiel)

### Titre en double messieurs
| No | Date       | Nom et lieu du tournoi                 | Catégorie | Surface      | Partenaire | Finalistes                 | Score                   |          |
| -- | ---------- | -------------------------------------- | --------- | ------------ | ---------- | -------------------------- | ----------------------- | -------- |
| 1  | 17-08-1896 | US National Championships Newport (RI) | G. Chelem | Gazon (ext.) | Sam Neel   | Robert Wrenn Malcolm Chace | 6-3, 1-6, 6-1, 3-6, 6-1 | Parcours |

### Finale en double messieurs
| No | Date       | Nom et lieu du tournoi                 | Catégorie | Surface      | Vainqueurs                 | Partenaire | Score         |          |
| -- | ---------- | -------------------------------------- | --------- | ------------ | -------------------------- | ---------- | ------------- | -------- |
| 1  | 20-08-1894 | US National Championships Newport (RI) | G. Chelem | Gazon (ext.) | Clarence Hobart Fred Hovey | Sam Neel   | 6-3, 8-6, 6-1 | Parcours |